# Steenfabriek Fortmond
De N.V. Steenfabriek Fortmond  is een voormalige steenfabriek aan de rivier de IJssel nabij het Overijsselse gehucht Fortmond, dat ontstond door de bouw van woningen voor de arbeiders. Ook de benaming baksteenfabriek De Duursche Waarden wordt wel gebruikt, verwijzend naar de ligging van dit het rijksmonument in uiterwaard de Duursche Waarden. De schoorsteen is vanuit de verre omtrek een goed herkenbaar oriëntatiepunt.

## Geschiedenis
In 1828 werd een steenfabriek gevestigd op de plaats waar al veel langer stenen van rivierklei uit de uiterwaard werden geticheld in veldovens. Steenfabriek Fortmond werd opgericht in 1889. De nog aanwezige ringovens en schoorsteen zijn opgetrokken in 1919 en 1920. In 1976 werd de fabriek gesloten bij een saneringsronde die het verminderen van overcapaciteit in de bedrijfssector ten doel had.
Bij de fabriek was ook enkele kilometers lang smalspoor aanwezig. In eerste instantie waren het door paarden getrokken wagens die steenkool en personen vervoerden. Rond 1922 werd zeven kilometer spoor toegevoegd naar nieuwe kleiputten en werden twee stoomlocomotieven aangeschaft. Na de sluiting van de fabriek werd het spoor opgebroken.

## Beheer van natuur en gebouwen
Staatsbosbeheer werd in 1986 beheerder van het fabrieksterrein met de opstallen en de omliggende uiterwaarden. De waarden zijn vanaf 1989 ontwikkeld tot natuurgebied Duursche Waarden. Nadat het complex in 2003 aangewezen was als rijksmonument, kreeg de veertig meter hoge schoorsteen, die in zijn soort zeldzaam geworden is, een grondige renovatie die in 2006 werd voltooid. Boven in de schoorsteen is een nestgelegenheid voor de in de regio voorkomende slechtvalk ingebouwd. De met bomen en struiken begroeide ruïnes van de twee tientallen meters lange en circa vijf meter hoge bakstenen ringovens blijven in de natuurlijke toestand van verval waarin ze inmiddels al tientallen jaren verkeren.

## Veerverbinding
Al in 1379 is melding gemaakt van de aanwezigheid van een 'veerschip' te Veessen, net aan de overzijde van de IJssel. Sinds de vestiging van de steenfabriek werd de, tot in de twintigste eeuw geroeide, veerverbinding over de rivier veel gebruikt door werknemers van het bedrijf. In de jaren 60 werd de dienst opgeheven, maar sinds 2005 is het fiets- en voetveer onder de naam Kozakkenveer in de zomermaanden weer in de vaart.

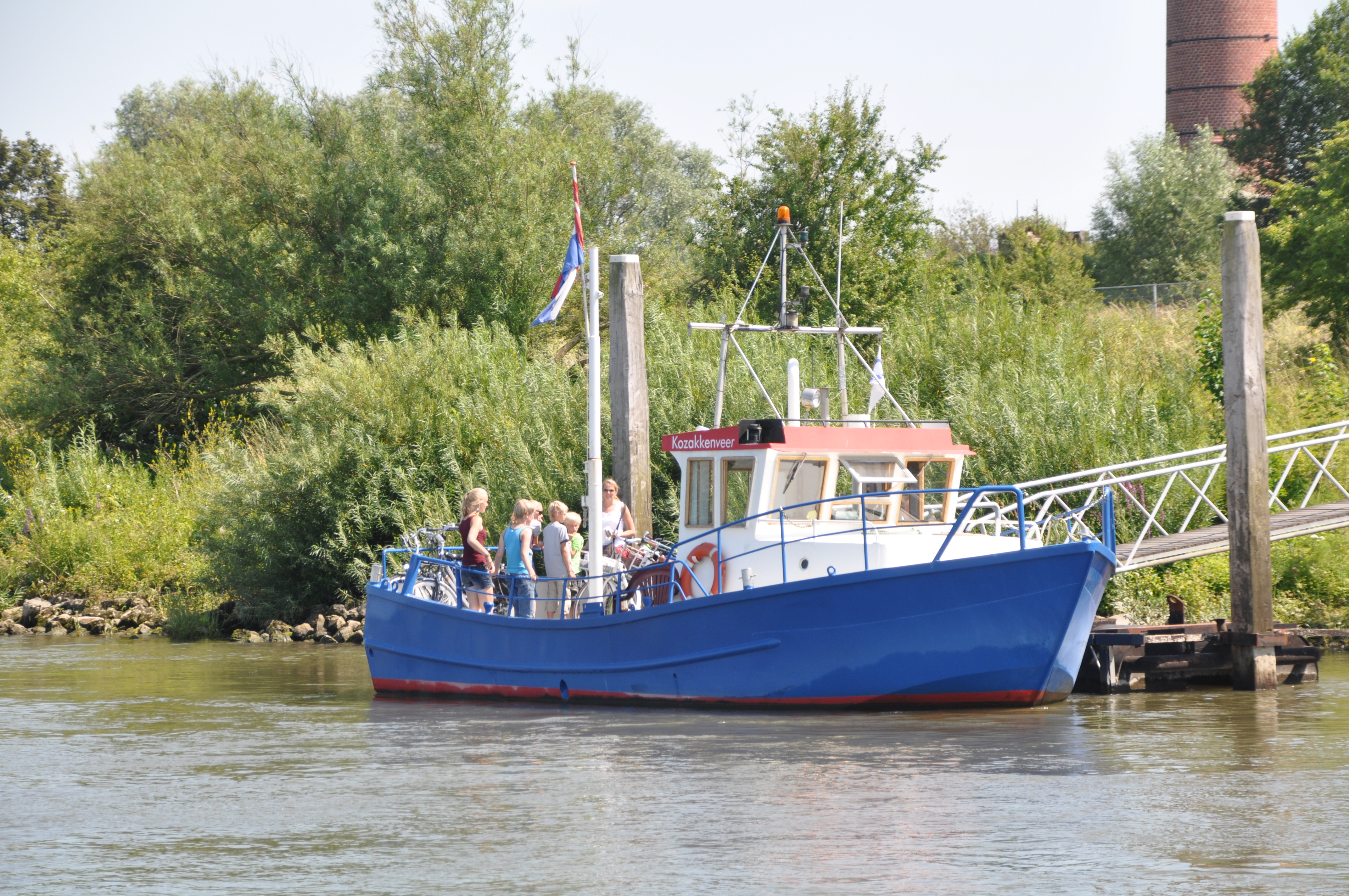
Het Kozakkenveer met op de achtergrond de fabrieksschoorsteen